# Броктон (Масачусетс)
Броктон (енгл. Brockton) град је у америчкој савезној држави Масачусетс. По попису становништва из 2010. у њему је живело 93.810 становника.

## Демографија
Према попису становништва из 2010. у граду је живело 93.810 становника, што је 494 (0,5%) становника мање него 2000. године.
|                   | 2010.           | 2000.           |
| Укупно            | 93 810 (100,0%) | 94 304 (100,0%) |
| Белци             | 40 268 (42,93%) | 54 902 (58,22%) |
| Афроамериканци    | 29 276 (31,21%) | 16 811 (17,83%) |
| Остали            | 12 758 (13,60%) | 12 973 (13,76%) |
| Хиспаноамериканци | 9 357 (9,974%)  | 7 552 (8,008%)  |
| Азијати           | 2 151 (2,293%)  | 2 066 (2,191%)  |